# Enregistrement promotionnel 2 (album d'ADX)
 (août 2014).
Si vous disposez d'ouvrages ou d'articles de référence ou si vous connaissez des sites web de qualité traitant du thème abordé ici, merci de compléter l'article en donnant les références utiles à sa vérifiabilité et en les liant à la section « Notes et références ».
Albums de ADX
Exécution publique
(1988) Weird Visions
(1990)
Enregistrement Promotionnel 2 est le second EP promotionnel et le quatrième EP du groupe de speed metal français ADX sorti en 1990.

## Liste des titres
| No | Titre                 | Durée |
| -- | --------------------- | ----- |
| 1. | Weird Visions (Intro) | 1:29  |
| 2. | King of Pain          | 4:05  |
| 3. | Fortune Telling       | 4:23  |

Paroles et musique : ADX.

## Composition du groupe
- Philippe "Phil" Grelaud - Chant.
- Hervé "Marquis" Tasson - Guitare.
- Pascal "Betov" Collobert - Guitare
- Frédéric "Deuch" Deuchilly - Basse.
- Didier "Dog" Bouchard - Batterie.